# Iwan Iljitsch Leonidow

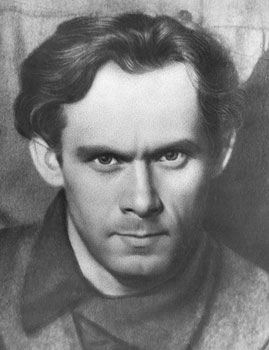
Iwan Iljitsch Leonidow

Iwan Iljitsch Leonidow (russisch Ива́н Ильи́ч Леони́дов; * 9. Februarjul. / 22. Februar 1902greg. auf dem Bauernhof Wlassicha bei Stariza im Gouvernement Twer; † 6. November 1959 in Moskau) war ein russischer konstruktivistischer Architekt, Stadtplaner, Künstler und Hochschullehrer, der vor allem für seine unverwirklichten architektonischen Projekte, besonders seinen Entwurf von 1927 für das Lenin-Institut in Moskau, bekannt ist. Seine Werke zählen zu den Höchstleistungen der Architektur seiner Zeit.

## Leben
Leonidow, Sohn eines Forstaufsehers, absolvierte die vierklassige Dorfschule. Er lernte bei einem ländlichen Ikonenmaler und arbeitete als Saisonarbeiter in Petrograd. 1919 studierte er in den Freien Kunststudios (SwoMas) in Twer. 1921 wurde er zur weiteren Malerei-Ausbildung an die Höheren Künstlerisch-Technischen Werkstätten (WChuTeMas) in Moskau geschickt. Innerhalb eines Jahres wechselte er in Alexander Wesnins Architekturbüro. In den Jahren 1925 und 1926 gewann Leonidow Preise in Architekturwettbewerben für ein verbessertes Bauernhaus, für Wohnhäuser in Iwanowo, für Gebäude der Belarussischen Staatsuniversität in Minsk und für Standardarbeiterklubs für 500 bis 1000 Personen. 1926 begann er, seine Projekte in der Zeitschrift Gegenwartsarchitektur der OSA-Gruppe zu veröffentlichen. Er beteiligte sich als konstruktivistischer Architekt 1927 bis 1930 kreativ an den Tätigkeiten, Diskussionen und Projekten der OSA-Gruppe. 1927 plante er als Diplomarbeit ein Lenin-Institut mit Bibliothek in Moskau, das zwar nicht realisiert wurde, aber ihm auf der Gegenwartsarchitektur-Ausstellung der OSA-Gruppe in Moskau internationale Anerkennung verschaffte. 1928 begann er an den WChuTeMas zu lehren. 1929 entwarf er ein Christoph-Kolumbus-Denkmal in Santo Domingo.
Ab 1929 wurde Leonidows Arbeit scharf kritisiert. Kritiker wie Arkadii Mordwinow bezeichneten Leonidow in der unsachlichen Diskussion als „Träumer auf Papier“. 1930 erschien in der Zeitschrift Kunst in der Masse der Aufsatz Der Leonidismus und seine Gefahr, der Leonidow der Sabotage beschuldigte. Die Erwiderung auf die Kritik erschien in der Gegenwartsarchitektur, wobei Leonidow das Redaktionskollektiv anführte. Darauf wurde die Gegenwartsarchitektur geschlossen und Leonidow aus den WChuTeMas ausgeschlossen.
1931 begann Leonidow im Staatlichen Institut für Städtebau (GIProGor) zu arbeiten und ging nach einem halben Jahr zum Bauen nach Igarka. Nach seiner Rückkehr erarbeitete er zusammen mit seinen früheren Studenten einen Projektvorschlag zur Rekonstruktion Moskaus. Von 1932 bis 1933 leitete er eines der MosProjekt-Büros. 1934 wechselte er in Moisei Ginsburgs Architekturbüro und leitete die Kreativbrigade. 1934 beteiligte er sich am Wettbewerb für das Gebäude des Schwerindustrie-Kommissariats auf dem Moskauer Roten Platz. Leonidows einziges realisiertes Projekt war 1938 die große Treppenanlage im Park des Sergo Ordschonikidse-Sanatoriums in Kislowodsk.
Zu Beginn des Deutsch-Sowjetischen Krieges 1941 wurde Leonidow zur Roten Armee eingezogen und nahm als Pionier an den Abwehrkämpfen bei Woronesch teil. 1943 wurde er verwundet und aus der Armee entlassen.
Nach dem Kriege beschäftigte sich Leonidow mit der Gestaltung von Ausstellungen. Unter dem Eindruck des Schreckens des Krieges arbeitete er am Projekt Sonnenstadt mit dem Glück der Menschen als Hauptthema. Ebenfalls entwarf er Skizzen für den Hauptsitz der UNO.
Leonidow starb durch Herzinfarkt auf der Treppe des Moskauer Wojentorg-Kaufhauses. Begraben wurde er auf dem Dorffriedhof in der Nähe des Sanatoriums Mzyri am Bahnhof Firsanowskaja bei Chimki, auf dem der würfelförmige Grabstein mit seinem Namen an ihn erinnert.
2007 wurde auf der Triennale di Milano die Ausstellung Una città possibile : architetture di Ivan Leonidov, 1926–1934 gezeigt. In der Ausstellungsreihe Architektur im Ringturm in Wien war 2010 die Ausstellung Leonidov 1926–1934, ein russischer Konstruktivist zu sehen.

## Werke (Auswahl)

### Bauwerke (Auswahl)

#### Ausgeführte Werke

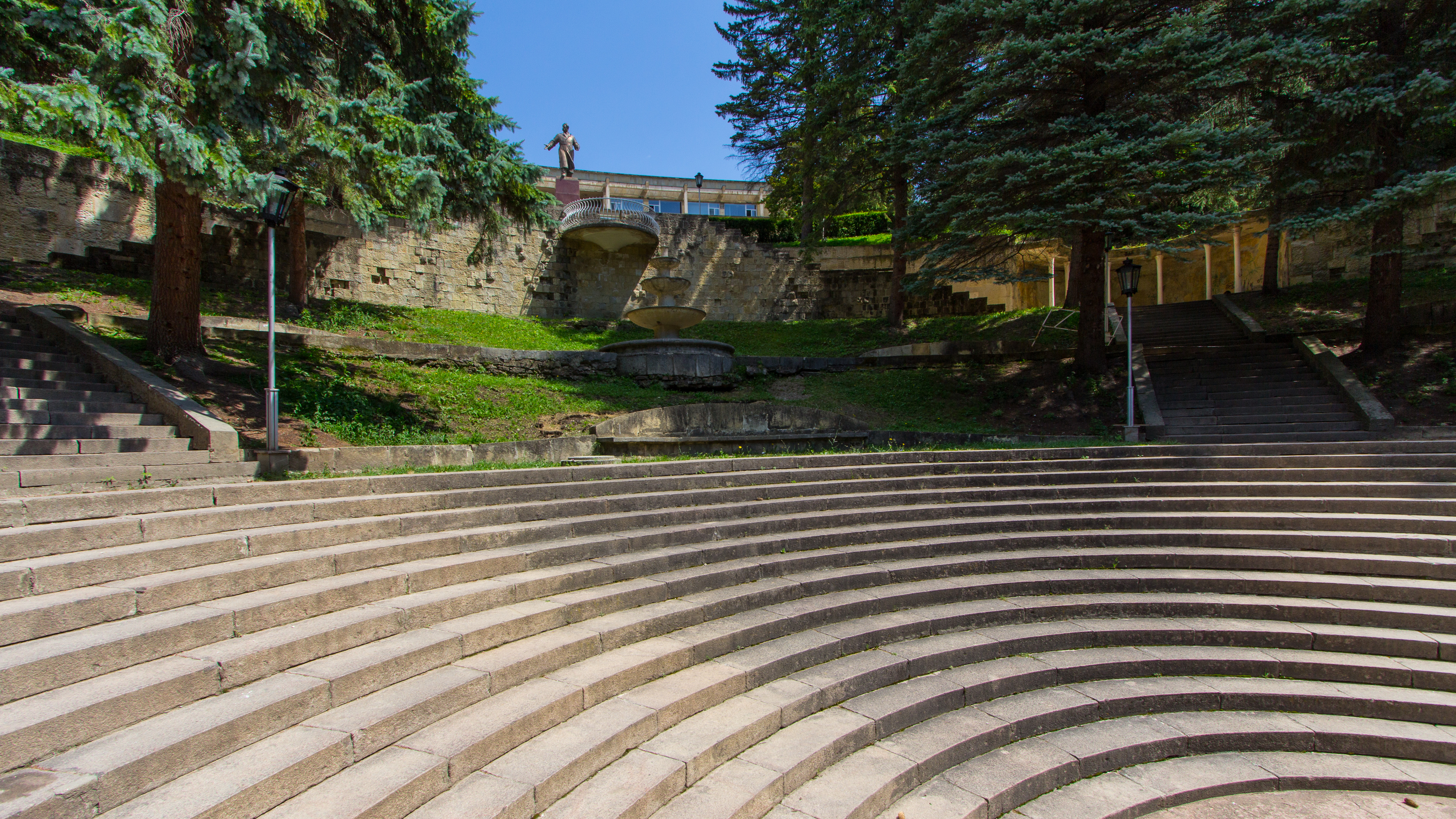
1937–38: Treppenanlage im Narkomtiaschprom-Sanatorium

- Innenraum von Sanatoriumswohnungen in Kislowodsk (zerstört)[11]
- Innenraum eines Arbeitszimmers der Kommunistischen Akademie in Moskau (zerstört)[11]
- Innenraum des Schaigrusija-Sanatoriums (zerstört)[11]
- Innenraum des Hauses der Pioniere in Moskau (zerstört)[11]
- bei Mosproekt 1932–33 Arbeiterklub für Prawda (zum Bau geplant, nie gebaut)
- 1937–38 Freitreppe im Narkomtiaschprom-Sanatorium (heute: Ordsonikidse-Sanatorium) in Kislowodsk[12] (Fotografien (1940): Gesamtanlage, Theaterstufen, Terrassenstufen)

- 1937–41 Haus der Pioniere in Kalinin[11] (Fotografie)

#### Projekte
- 1925 Entwurf einer Druckerei der „Iswestija“ in Moskau (Wchutemas, Atelier A. A. Wesnin) Zeichnung
- 1927 Entwurf eines Arbeiterklubs für 500 Personen
- 1927 Entwurf eines Arbeiterklubs für 1000 Personen
- 1927 Wettbewerbsentwurf für das Produktions- und Verwaltungsgebäude der „Sow-Kino“ Zeichnung
- 1927 Diplomarbeit Lenin-Institut in Moskau (bei A. A. Wesnin) Fotografien des Modells, Zeichnungen
- 1928 Wettbewerbsentwurf der ersten Runde für den Bürobau der Union der Konsumgenossenschaften (Tsentrosojus) in Moskau Fotografie des Modells
- Entwurf für einen Club neuen sozialen Typs
- 1928/29 Entwurf für das Kolumbus-Denkmal in Santo Domingo
- mit einer Gruppe von Studenten der Wchutein 1929 Wettbewerbsentwurf für die sozialistische Stadt Magnitogorsk (Leiter einer Studentengruppe des Wchutein)
- 1929–30 Wettbewerbsentwurf für das Haus der Industrie in Moskau Zeichnung
- 1930 Wettbewerbsentwurf für den Kulturpalast des Proletarischen Bezirks in Moskau
- bei GIPROGAR ca. 1931 Entwurf für die Stadt Igarka[11]
- bei GIPROGAR ca. 1931 Entwurf für den Wiederaufbau Moskaus[11]
- bei GIPROGAR ca. 1931 Neuplanung um die Serpuchow-Tore[11]
- 1934 Wettbewerbsentwurf für das Gebäude des Volkskommissariats für Schwerindustrie (Narkomtiaschprom) in Moskau Zeichnungen
- 1940 Wettbewerbsentwurf für die „Iswestija“[11]
- 1940er–50er: Skizzenentwürfe für die „Sonnenstadt“
- Entwurf für den Sitz der Vereinten Nationen

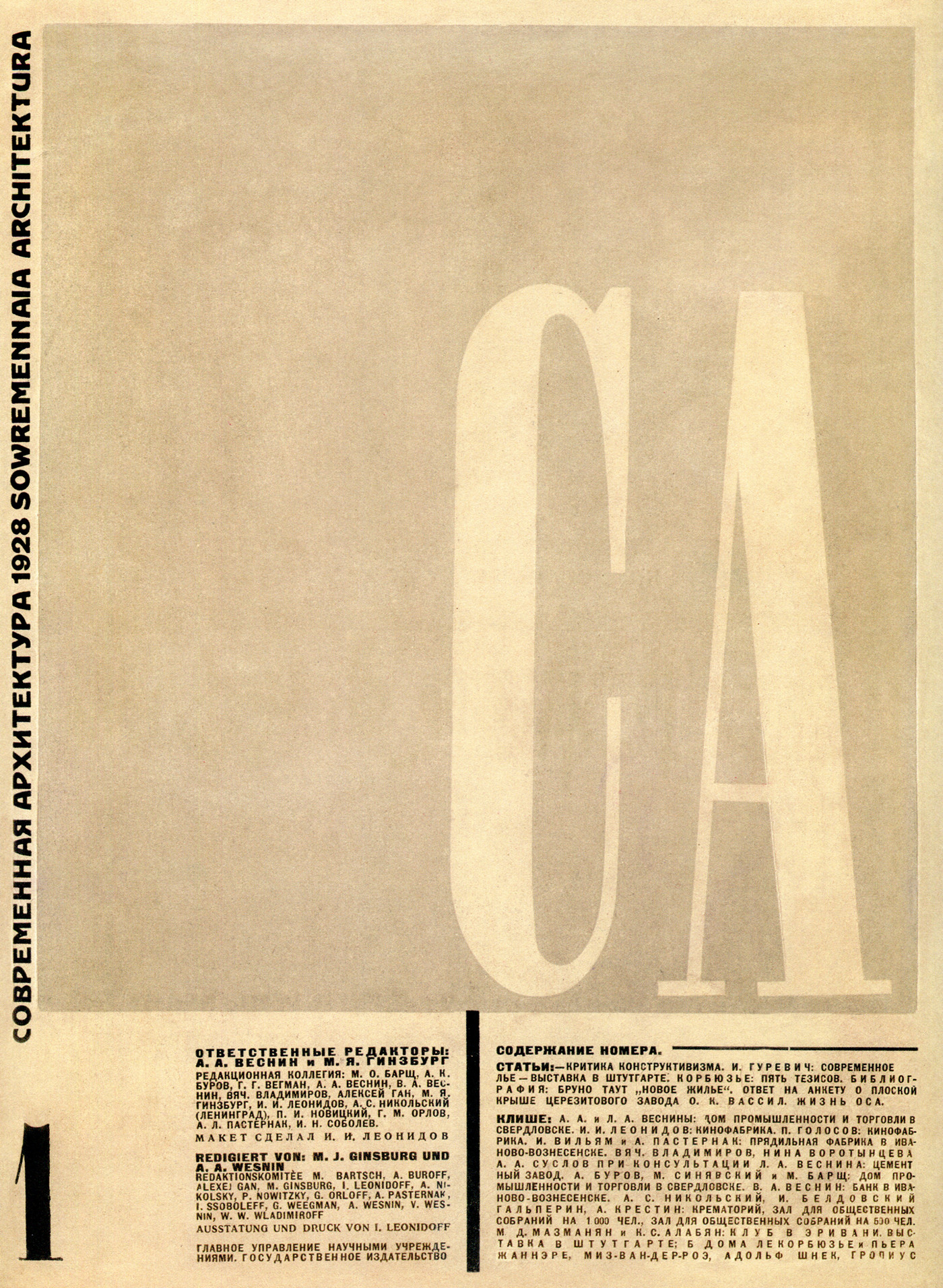
SA, 1928, Nr. 1. Cover

### Design
- Cover und Ausstattung der Nr. 1, 1928 des Magazins SA [CA] (Zeitgenössische Architektur)

## Schriften (Auswahl)
- Iwan Leonidow: Vortrag über einen neuen sozialen Klubtyp auf dem 1. Kongress der OSA. In: Sowremennaja architektura. Nr. 3. OSA, Moskau 1929, S. 103–110.
- Iwan Leonidow: Antworten I. Leonidows auf Fragen zu seinem Vortrag über einen neuen sozialen Klubtyp auf dem 1. Kongress der OSA. In: Sowremennaja architektura. Nr. 3. OSA, Moskau 1929, S. 110–111.
- Iwan Leonidow: Notiz zum Problem des Denkmals. In: Sowremenanaja architektura. Nr. 4. OSA, Moskau 1929, S. 148.
- Iwan Leonidow: Erklärende Bemerkungen zum Entwurf „Sozialistische Siedlungsweise beim Magnitogorsker Kombinat“. In: Sowremennaja architektura. Nr. 3. OSA, Moskau 1930, S. 1.
- Iwan Leonidow: Erklärende Bemerkungen zum Wettbewerbsprojekt „Haus der Industrie“. In: Sowremennaja architektura. Nr. 4. OSA, Moskau 1930, S. 1.
- Iwan Leonidow: Erklärende Bemerkungen zum Entwurf des Kulturpalasts. In: Sowremennaja architektura. Nr. 5. OSA, Moskau 1930, S. 4.
- Iwan Leonidow: Die Palette des Architekten. In: Architektura SSSR. Nr. 4, 1934, S. 32–33.
- Iwan Leonidow: Erklärende Bemerkungen zum Wettbewerbsentwurf für das Volkskommissariat für Schwerindustrie (Narkomtiaschprom). In: Architektura SSSR. Nr. 10, 1934, S. 14.
- Iwan Leonidow: Rede der Beratung der Moskauer Architekten (Februar 1936). Architekturnaia gasjeta, Nr. 13 [85], 3. März 1936.